# Рудник Богота
Рудник Богота – гірничодобувний майданчик у Меланезії на острові Нова Каледонія (заморське володіння Франції).
Зацікавленість у розробці нікелевих покладів на півострові Богота виявляли ще на початку XX століття так, в 1920 у Парижі оголосили про створеня з цією метою компанії  La Bienvenue.
В 1995-му за розробку узялась Société des Mines de la Tontouta (SMT), що відноситься до Groupe Ballande (також має на Новій Каледонії рудники Накеті, Кап-Бокаж та Каала).
Розробка ведеться відкритим способом. Продукція відправляється на експорт, при цьому традиційно головним споживачем руди виступав металургійний майданчик у австралійському Таунсвіллі, втім, у 2016-му цей завод закрили.
Відомо, що в 2021 році видобуток Богота склав 277 тисяч тонн.